# Паспарта
Паспарта (рос. Паспарта) — село Улаганського району, Республіка Алтай Росії. Входить до складу Баликтуюльського сільського поселення.
Населення — 273 особи (2015 рік).